# Saint-Pardoux-la-Croisille
Saint-Pardoux-la-Croisille é uma comuna francesa na região administrativa da Nova Aquitânia, no departamento de Corrèze. Estende-se por uma área de 16,36 km². Em 2010 a comuna tinha 180 habitantes (densidade: 11 hab./km²).